# Festuca de prat
La festuca de prat (Festuca pratensis), (sin. Bromus pratensis (Huds.) Spreng., Bucetum pratense (Huds.) Parn., Festuca fluitans L. var. pratensis (Huds.) Huds., Festuca elatior L. subsp. pratensis (Huds.) Hack., Lolium pratense (Huds.) Darbysh., Tragus pratensis (Huds.) Panz. ex B.D.Jacks., i Schedonorus pratensis (Huds.) P.Beauv.) és una gramínia perenne que es fa servir com farratge i com planta ornamental en jardins.
De manera natural es troba en, prats, vores de camins, principalment en sòls pesants (els que tenen alta proporció d'argila i/o llim)

## Descripció
Fa de 30 a 120 cm d'alçada. A l'hemisferi nord floreix de juny a agost. La seva panícula és de verdra porpra. L'espícula presenta de 5 a 14 flors. La seva lígula fa 1 mm de llarg i és curta comparada amb altres gramínies. Les fulles són de color verd brillant.

## Ús
Fins a la meitat del segle XX es feia servir molt com planta farratgera, però va ser en part substituïda per altres espècies dels gènere Festuca i del gènere Lolium (margall). A principi del segle XXI es va tornar a utilitzar a gran escala en agricultura per alimentació animal j que té més digestibilitat que les altres festuques com la festuca alta (Festuca arundinacea) cosa que compensaria el seu rendiment més baix. A l'interior de la festuca de prat hi ha uns fongs endòfits que explicarien la seva major resistència a la secada.

## Fotoss

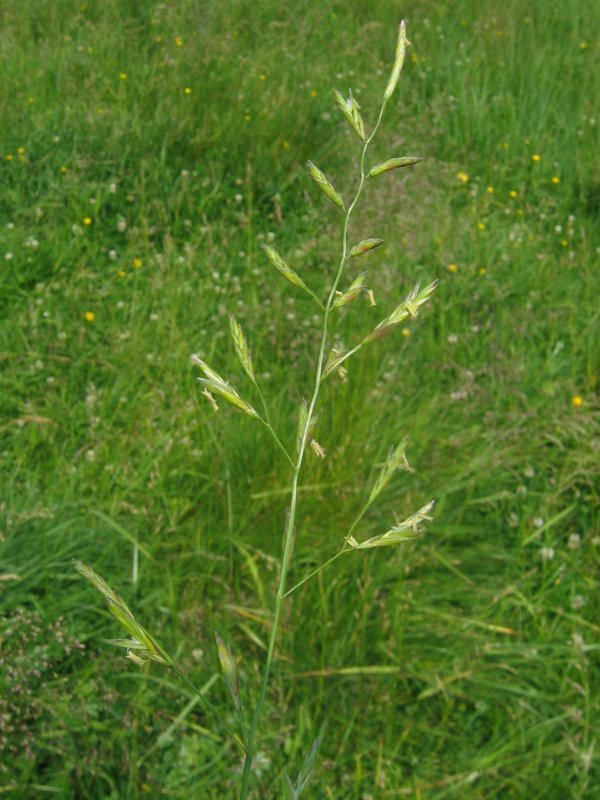
Festuca pratensis Huds. foto per Kristian Peters
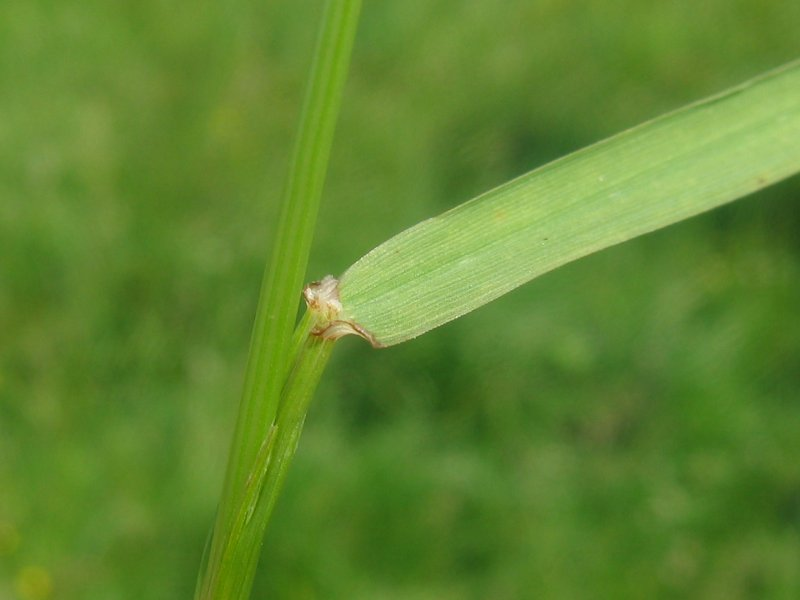
basis of the leaf, foto per Kristian Peters
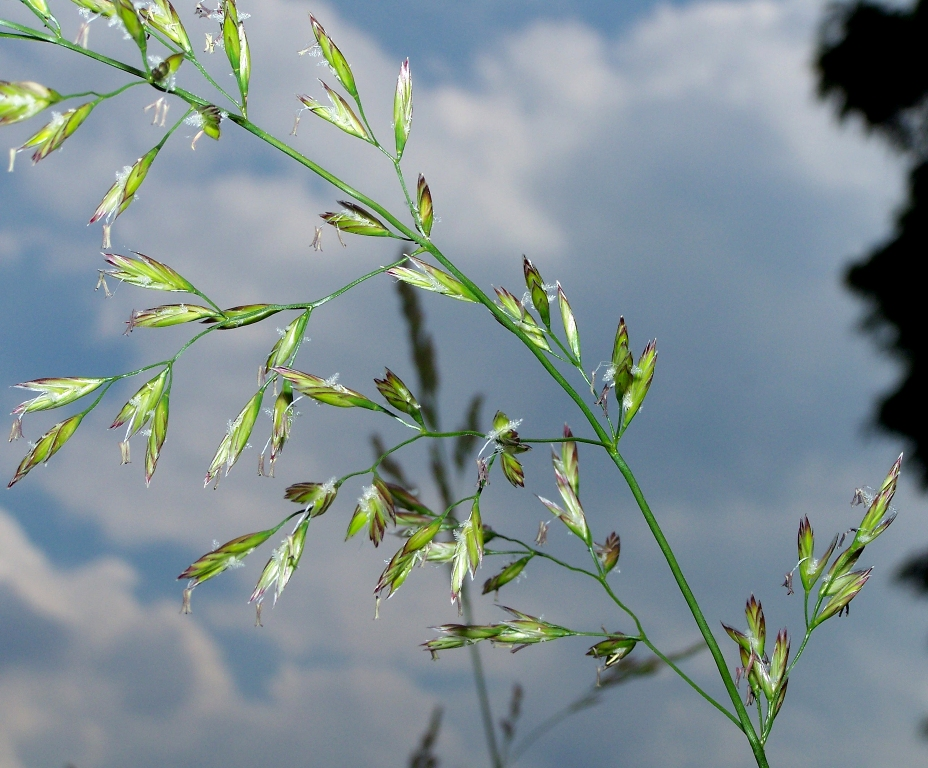
Festuca pratensis Huds.
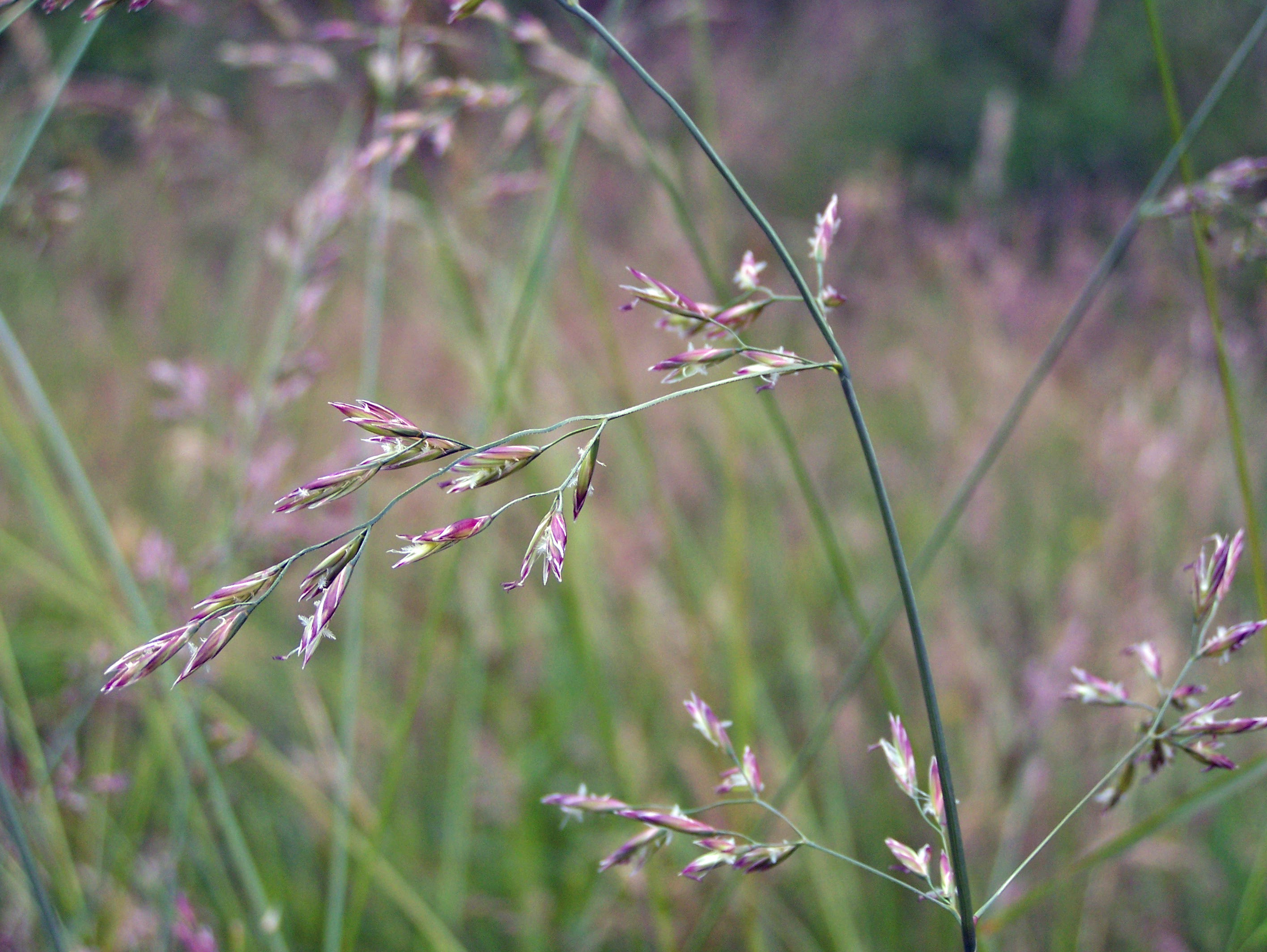
Festuca pratensis Huds.